# Perniciacum
Perniciacum ou Pernaco, probablement de nos jours Braives, était une bourgade romaine (vicus) dans la province de Germanie Inférieure. Perniciacum est mentionné comme Pernaco sur la carte de Peutinger (Tabula Peutingeriana) entre Atuatuca Tungrorum (Tongres) en direction de Cologne et Geminicum (probablement Liberchies)  en direction de Bavay et comme Pernacum dans le guide de voyage romain Itinerarium Antonini.

## Histoire
En 10 av. J.-C., L'empereur Auguste fit construire une chaussée romaine  d' Oppidum Ubiorum (plus tard Colonia Claudia Ara Agrippinensium :  Cologne) à Bagacum Nerviorum (Bavay). Plusieurs implantations voient le jour le long du tracé, espacées de10-15 km, initialement pour servir de relais aux voyageurs et à leurs montures. Perniciacum a probablement été fondée au début du Ier siècle et est devenue une colonie prospère, comme l'attestent l'existence d'un bâti en pierre et d'un tumulus richement doté de verreries et céramiques. Au IIIe siècle, une petite fortification (castellum) a été construite avec un large mur de terre avec des murs de palissade en bois et entouré d'un fossé en V. Vers 310 la forteresse fut renforcée, probablement du fait d'incursions germaniques répétées. Le rempart en bois a alors été reconstruit en pierre.
Le site romain sera ensuite abandonné, des nécropoles mérovingiennes ayant par ailleurs été découvertes à proximité de la rivière...
À partir des années 1960, un entrepôt contenant 400 amphores) et la forteresse ont été fouillés à Braives.